# تلما هاپکینز (ورزشکار)
تلما هاپکینز (انگلیسی: Thelma Hopkins؛ زادهٔ ۱۶ مارس ۱۹۳۶) ورزشکار دو و میدانی اهل بریتانیا است.